# Cronologia dell'assassinio di John Fitzgerald Kennedy

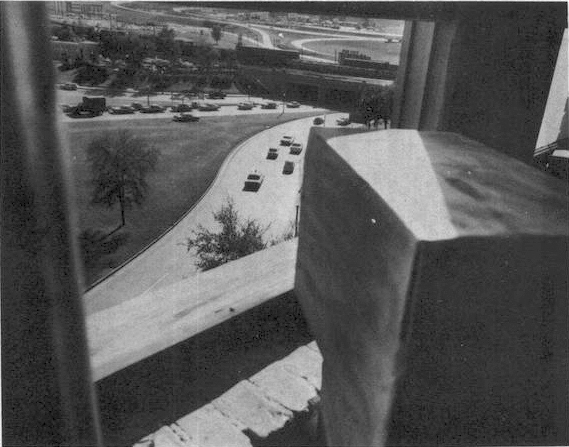
La veduta di tiro del cecchino su Dealey Plaza

La cronologia dell'assassinio di John Fitzgerald Kennedy, indica la successione degli avvenimenti che avvennero il 22 novembre 1963 a Dallas: è la tabella temporale degli eventi, delle persone, dei testimoni e dei luoghi, prima, durante e dopo l'assassinio di John Fitzgerald Kennedy.
Tutta la vicenda dell'assassinio di John F. Kennedy viene raccontata in forma letteraria nel Warren Commission Report. Ne esistono diverse versioni che differiscono solo formalmente, la più accreditata è quella dell'USA National Archives. Molte testimonianze sono uscite solo in concomitanza della pubblicazione di più di 1.000 libri, in circa 50 anni e molti libri invece di confermare i dati acquisiti, aggiungono nuovi dati che alla verifica delle precedenti testimonianze risultano fantasiosi ed aumentano gli interrogativi.

## 6:30 Frazier si alza
Buell Wesley Frazier, abitante nella Quinta Strada Ovest, a Irving, era un compagno di lavoro di Lee Harvey Oswald e la mattina del 22 novembre 1963 si alzò come al solito alle ore 6:30 per fare colazione e prepararsi ad andare al lavoro.

## 7:10 Oswald si alza
Oswald durante la settimana dormiva in una camera in affitto al 1026 di Nord Beckley, a Dallas, ma sabato e domenica li passava con sua moglie Marina al 2515 della Quinta Strada Ovest, a Irving.
La notte di giovedì 21 novembre 1963, Oswald l'aveva trascorsa con sua moglie a Irving.
Alle sette del mattino del 22 novembre 1963, suonò la sveglia, ma Lee non si alzò. Dopo dieci minuti Marina lo svegliò e lui andò in cucina per un caffè. 
Lee disse a Marina di non alzarsi, si mise i vestiti, la salutò e se ne andò, prima che la signora Ruth Paine si risvegliasse.

## Dallas Morning Newspubblica un articolo a lutto
Il 22 novembre 1963 a Dallas, il quotidiano Dallas Morning News (Notizie del Mattino di Dallas) pubblicò una pagina a pagamento, firmata da Bernard Weissman, intitolata "Benvenuto Sig. Kennedy" (Welcome Mr. Kennedy) bordata a lutto e contenente una serie d'imputazioni per azioni che Kennedy avrebbe compiuto, pagata da tre uomini d'affari, Edgar R. Crissey, Nelson Bunker Hunt e H. R. Bum Bright, membri della John Birch Society.
In questa pagina, Weissman rimproverava a Kennedy la politica della Nuova Frontiera, la politica in America Latina, specialmente a Cuba, l'avere abbracciato Krusciov e Tito, l'avere sovvenzionato il governo cambogiano e avere fatto amicizia con altri comunisti.

## 7:15 Oswald va al lavoro
La mattina del 22 novembre 1963, Lee Harvey Oswald lasciò la casa della Paine in Irving circa alle 7:15 del mattino.
Né Marina né la signora Paine lo videro uscire da casa.
Oswald camminò verso la casa di Buell Wesley Frazier e di sua sorella Linnie Mae Randle, a circa mezzo isolato di distanza e pose un lungo ingombrante pacchetto, fasciato con carta da imballaggio e nastro, sul sedile posteriore della vettura.
La signora Linnie Mae Randle, sorella di Wesley Frazier, testimoniò, che "Oswald aveva con sé un pacchetto piccolo, lungo circa 60 cm" (two feet). 
Oswald disse a Frazier che il pacchetto conteneva aste da tendina. Quando raggiunsero il parcheggio del deposito, Oswald camminava davanti rapidamente. Frazier seguiva e "...vide Oswald entrare nella costruzione del deposito (Depository Building) portando il lungo pacchetto ingombrante con sé".
In una successiva deposizione, il 13 febbraio 1969, Wesley Frazier, testimoniò la grossezza del pacchetto, che era piccolo, "lungo circa 60 cm" (two feets).
La Commissione ha soppesato il ricordo visivo di Frazier e della signora Randle contro gli elementi di prova rappresentati dall'effettiva lunghezza del fucile smontato e trasportato nel sacchetto di carta come si vede nel documento fotografico, che il sacchetto portato da Oswald contenesse l'arma dell'assassinio e ha concluso che Frazier e Randle si erano sbagliati per quanto riguarda la lunghezza del sacco. Mrs Randle ha visto la borsa di sfuggita e il suo primo ricordo è che Oswald la portava nella mano destra "e non toccava il suolo".,,. La visuale di Frazier sul sacchetto era dalla parte posteriore. Egli ha detto che non fece molta attenzione. Ad esempio, egli ha detto: 
"... Non ho prestato troppa attenzione al modo in cui camminava perché stavo camminando lungo i vagoni della ferrovia e non facevo troppa attenzione al modo in cui portava il pacchetto". 
Frazier avrebbe potuto facilmente essersi sbagliato quando ha dichiarato che Oswald teneva il fondo del sacchetto ne palmo della mano con l'estremità superiore rimboccata nella sua ascella.

## 8:00 Oswald entra nell'edificio
Jack Edwin Dougherty testimoniò che "vide Oswald entrare nel fabbricato del deposito (Depository Building) senza pacchetto in mano". Il pacchetto lungo 60 cm, contenente le aste da tendina, successivamente, fu intensamente cercato dalla polizia nel Book Depository Building ma non fu mai trovato.

## 11:00-13:30 Jack Ruby alDallas Morning News
Jack Ruby dalle ore 11 alle 11:30, arrivò al giornale The Dallas Morning News per fare un'inserzione pubblicitaria, parlò con molti impiegati, fra cui Wanda Walker, Don Campbell, che se ne andò alle 12:25. John Newnam testimoniò di aver visto Ruby sempre seduto al posto dove lo aveva lasciato Campbell e rimanere lì fino circa dalle 13 alle 13:30.

## 11:00 Julia Ann Mercer in Elm Street
La testimonianza di Julia Ann Mercer è stata resa a Forest Sorrels, agente del servizio segreto.
J. A. Mercer, disse di aver visto due uomini a bordo di un furgoncino verdognolo vicino al sottopassaggio triplo e che uno dei due uomini prese la borsa di un fucile dal piano posteriore del furgone e camminò verso la Grassy Knoll. La Mercer in successive deposizioni diede delle versioni leggermente diverse,,, arrivando perfino a riconoscere Oswald e Ruby come i due uomini del camion, in contraddizione con altre prove e perciò fu ritenuta poco credibile.

La presenza del camioncino comunque fu confermata da un rapporto della polizia, ma non vi furono altri testimoni che potessero confermare la versione della Mercer.

## 11:15 Partenza prevista del corteo dall'aeroportoLove Field

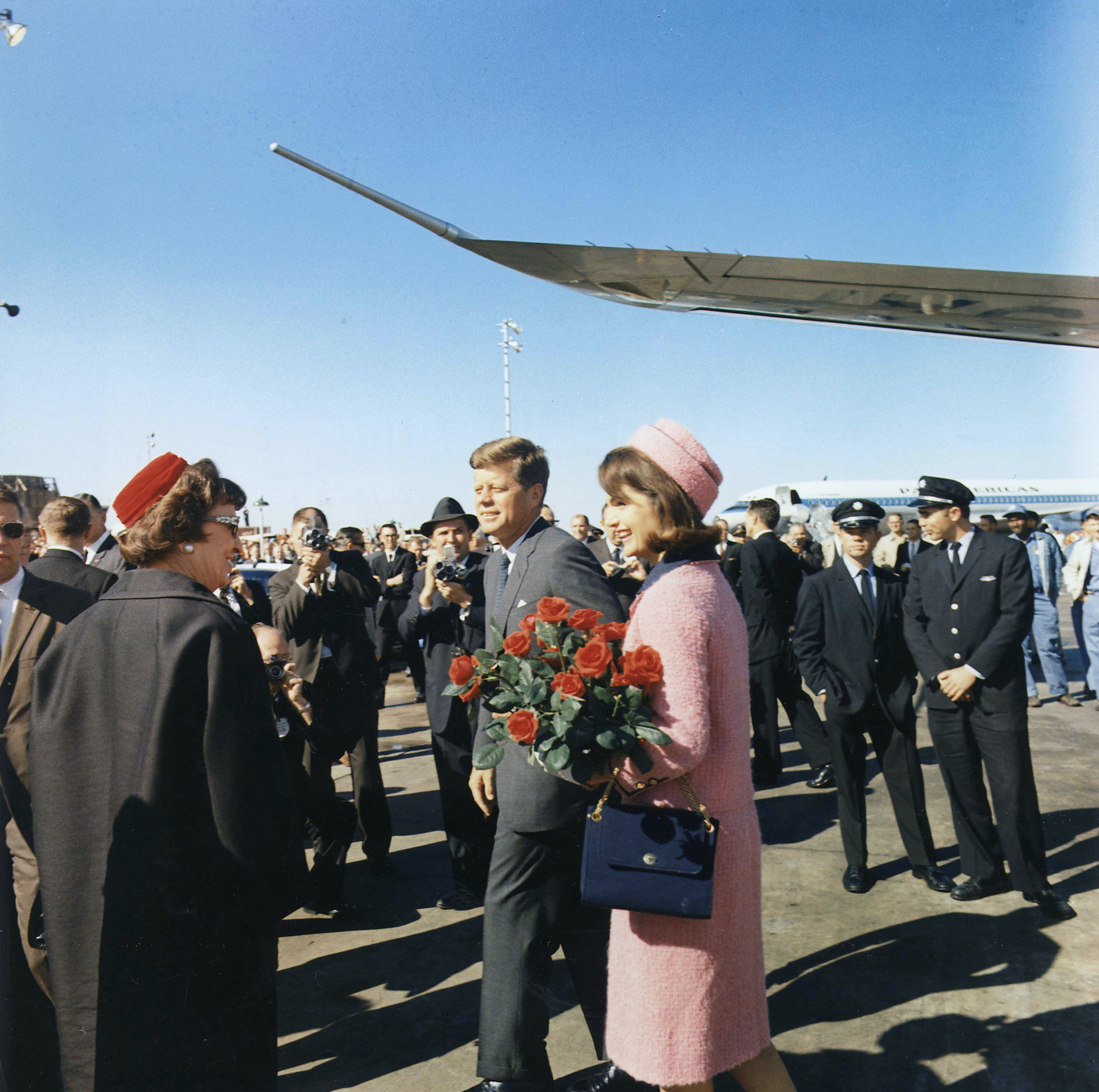
Kennedy e Jacqueline all'aeroporto Love Field di Dallas

Secondo la tabella di marcia il corteo sarebbe dovuto partire dall'aeroporto Love Field di Dallas, il 22 novembre 1963, alle ore 11:15.
In realtà l'aereo Air Force One atterrò al Love Field di Dallas, alle ore 11:40.

L'aereo Air Force Two, di Johnson, partito da Fort Worth era arrivato 10 minuti prima. Johnson, la sera precedente, giovedì 21 novembre, era stato assieme al presidente Kennedy: fu visto e fotografato al Colosseo di Houston con Kennedy a una cena con discorso. Poi volarono intorno alle ore 22 e arrivarono a Carswell, Air Force Base nel Nord-Ovest di Fort Worth, alle ore 23:07 di giovedì notte. Il loro corteo arrivò all'Hotel Texas alle ore 23:50 circa, dove Johnson fu nuovamente fotografato. Johnson soggiornò nella suite Will Rogers al 13º piano dove si coricò tardi e passò la notte. Il 22 novembre, venerdì mattina, Johnson era alla Longhorn Room del Hotel Texas, Fort Worth, e poi era partito alla volta di Dallas. 
Perciò Lyndon Johnson, giovedì sera 21 novembre 1963, non era a Dallas per partecipare a una riunione a casa di Clint Murchison come vorrebbe sostenere in un'intervista televisiva Madeleine Duncan Brown.

### Percorso

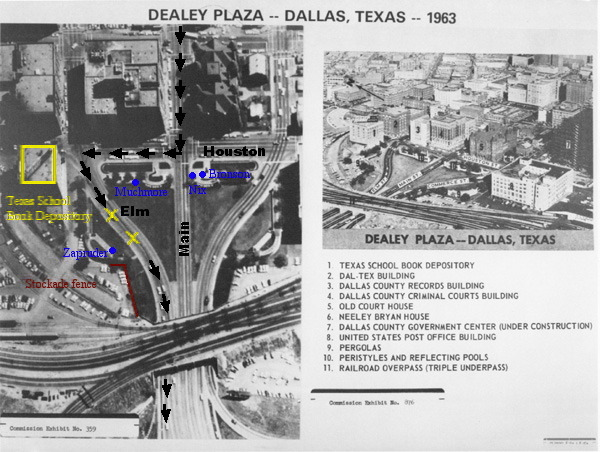
Dealey Plaza: percorso Main Street, Houston Street, Elm Street

Il percorso fu pianificato da Roy H. Kellerman, assistente agente speciale responsabile dei dettagli della Casa Bianca, verso il 4 Novembre e diede il piano, l'8 novembre a due agenti dei servizi segreti: l'agente speciale Winston G. Lawson, un membro dello staff della Casa Bianca che fungeva da agente avanzato, e Forrest V. Sorrels, agente speciale incaricato di l'ufficio di Dallas.
Il venerdì mattina era stata pubblicata dal Dallas Morning News una cartina topografica delle vie percorse dal corteo dall'aeroporto Love Field al Trade Mark., Questo particolare è importante per stabilire se il cecchino o eventuali altri cecchini sapessero già che il corteo sarebbe obbligatoriamente passato sotto le finestre del Texas Dallas Book Depository. Joe Marshall Smith, un vigile del traffico, sostenne che c'erano altre vie alternative dove il corteo sarebbe potuto passare e quindi il cecchino o i cecchini non potevano essere certi che il corteo sarebbe passato proprio sotto le finestre del TDBD. Questa testimonianza è confermata da quella del Signor Tague che si trovava proprio vicino al Sottopassaggio Triplo sulla Main Street verso la Houston, dove si era fermato. Ed è confermata dall'aiuto sceriffo Eddy R. Walthers che andò a controllare l'area.

### Cambiamento del percorso all'ultimo minuto
Jim Garrison, procuratore distrettuale di New Orleans, nel suo libro JFK, sulle tracce degli assassini JFK, scrive che sul giornale Dallas Morning News avevano pubblicato una mappa del percorso del corteo presidenziale, che prevedeva il passaggio diretto del corteo sulla Main Street, senza girare a destra nella Houston Street e poi a sinistra in Elm Street. Quindi ha scritto che qualcuno all'ultimo momento aveva fatto deviare il percorso sulla Houston e sulla Elm Street. Garrison sostiene che c'era stata una cospirazione per cambiare il percorso e convogliare il corteo sul luogo dell'imboscata. Nella cospirazione era implicato il sindaco di Dallas, un certo Earle Cabell, fratello del generale Charles Cabell, vicedirettore della CIA, silurato da Kennedy, a causa del fallito tentativo di invadere Cuba.
Il cambiamento del percorso nel corteo all'ultimo minuto è un fattoide. Non è mai successo. Il percorso pubblicato sul Dallas Morning News era il passaggio dalla Main Street, alla Houston Street, alla Elm Street.

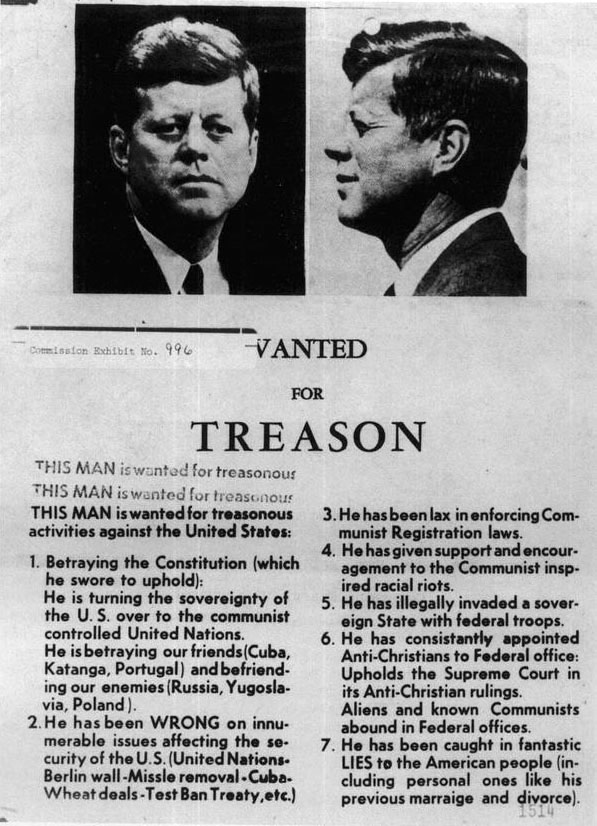
Ricercato per tradimento. Volantino distribuito il giorno antecedente da un oppositore.

## 11:45 Oswald al 6º piano

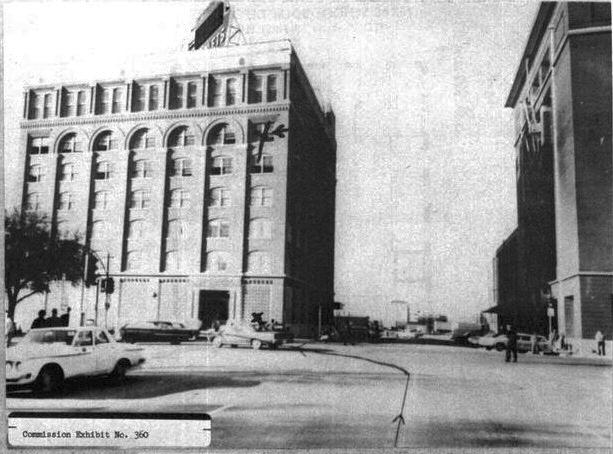
TSBD da Houston Street. Freccia al 6º piano

Alle ore 11:45 due colleghi andarono in gruppo a pranzo. Charles Givens, tornò indietro per prendere le sigarette, disse di aver lasciato Oswald solo al 6º piano circa alle 11:55,. I movimenti di Oswald sono importanti per stabilire dove si trovasse poco prima e al momento degli spari.

## 11:50 Il corteo lascia l'aeroporto Lovefield
L'auto presidenziale con Kennedy e il corteo di auto che seguivano lasciarono l'aeroporto Love Field alle ore 11:50.

## 12:00 Oswald al 1º piano
Alle ore 12:00 anche Oswald scese al 1º piano, dove si era recato in sala mensa per consumare il pranzo, contenuto in un sacchetto e vicino al telefono fu visto da Bill Shelley ed Eddie Piper,. Nessuno sapeva a che ora sarebbe passato il corteo, tanto meno Oswald, il quale invece di stare in agguato, fa colazione.

## 12:00 Orario previsto di arrivo al Trade Mart
Secondo la tabella di marcia ufficiale il corteo avrebbe dovuto essere al Trade Mart verso mezzogiorno, dove Kennedy avrebbe dovuto fare un discorso prima di pranzo..

## 12:00 La signora Reid al 2º piano
La signora Robert A. Reid esce dal suo ufficio e va a pranzare al 2º piano, nella sala mensa (lunchroom) circa dalle ore 12:00 alle ore 12:30. Con lei nella sala da pranzo ci sono altri membri del personale.

## 12:10 Bonnie Ray Williams al 6º piano
Bonnie Ray Williams, un magazziniere facente parte del gruppo che lavorava al 6º piano, ritornò al 6º piano per pranzare e da lì guardare passare il corteo presidenziale. Dopo aver consumato il pranzo tutto solo, dopo circa 10 minuti, scese al 5º piano, per vedere il corteo assieme ad Harold Norman e James Jarman Jr.

## 12:10 Movimento sulla Grassy Knoll
J.W.Foster, vigile in motocicletta, era sul lato Est del ponte ferroviario sul Sottopasso Triplo e J.C. White, vigile in motocicletta, sul lato Ovest. Joe E. Murphy, vigile in motocicletta, era in piedi sul cavalcavia Stemmons Freeway, che sovrasta la Elm Street, a Ovest del ponte della ferrovia. I vigili avevano istruzioni di mantenere lontana da questi luoghi la gente "non autorizzata" ed effettivamente uno di loro fece sgombrare la collinetta Grassy Knoll da molti barboni che andarono sui carri della ferrovia.

Verso le 12:10, Lee E. Bowers, un dipendente dell'Unione Terminal Co, che lavorava su una torre di controllo antistante il piazzale ferroviario che si trova sulla collinetta Grassy Knoll, vide arrivare tre auto sul piazzale Knoll. Le due auto dopo un po' se ne andarono, mentre un'auto con tre o quattro persone, rimase.

Il Signor Bowers ha testimoniato di aver visto sulla collinetta uno e due impiegati della ferrovia e due uomini estranei.

## 12:15 Oswald va al 2º piano
Oswald andò al 2º piano alle ore 12:15, per comprare una Coca Cola e fu visto da Carolyn Arnold. Questa testimonianza fu raccolta dall'FBI il 26 novembre 1963 ma non fu inserita nel rapporto Warren. Fu ritrovata dallo scrittore Harold Weisberg che richiese il documento per posta direttamente agli uffici dell'FBI.
Nel 1978, Carolyn Arnold disse all'autore Anthony Summers che la commissione Warren le aveva chiesto: Dov'era Oswald alle 12:30. Lei aveva risposto che a quell'ora non l'aveva visto. Dov'era Oswald prima di quell'ora, la commissione Warren non glielo aveva chiesto ma lei aveva visto chiaramente Oswald seduto nella sala mensa del secondo piano alle ore 12:15. La testimonianza di Carolyn Arnold coincideva con quella di Bonnie Ray Williams, che era rimasto da solo, al 6º piano dalle ore 12:00 fino a circa le ore 12:20.
Carolyn Arnold nel 1978, aggiunse anche di aver visto Oswald alle 12:25 al primo piano, vicino al portone.

Mrs. Pauline Sanders disse di aver lasciato la sala mensa alle ore 12:15 senza aver mai visto Oswald da qualche parte. Oswald non sa a che ora arriverà il corteo ma invece di essere in agguato al 6º piano è a bersi una Coca Cola, al 2º piano.

## 12:15 Arnold Rowland vede un nero col fucile al 6º piano
Arnold Rowland testimoniò alla Commissione Warren: «Ho notato al sesto piano del palazzo che vi era un uomo nero anziano, dietro alla finestra, che si sporgeva fuori dalla finestra con un fucile»,. Al 6º piano c'era Bonnie Ray Williams che consumava la colazione, alle finestre del 5º piano c'erano Harold Norman e James Jarman.

## 12:25 Orario previsto del passaggio davanti al TSBD
La tabella di marcia del corteo rallentò almeno due o tre volte, il corteo doveva partire alle ore 11:15 e invece partì alle ore 11:40, doveva passare davanti al TSBD alle ore 11:45 e invece passò alle ore 12:30. Il corteo procedeva a circa 17 km/ora (11 miglia/orarie).

## 12:25 Un uomo epilettico in crisi
Proprio in Elm Street, alle 12:25, Jerry Belknap, residente in Ross St. a Irving e impiegato a tempo parziale al Dallas Morning News, ammalato di crisi epilettiche per un incidente d'auto, non aveva preso la medicina e stava male. Un'ambulanza del O'Neal Funeral Home & Ambulance Service, con a bordo il barelliere Aubrey Rike, lo accompagnò al Parkland Hospital. Questo fatto bloccò per breve tempo la marcia del corteo e lo rallentò ulteriormente.
L'ambulanza arrivò all'ospedale dopo l'arrivo del corpo esanime di Kennedy. C'era molta confusione ma l'infermiera fece prendere a Jerry Belknap la medicina e lui, a causa della confusione, se ne andò senza registrarsi.

## 12:28 Howard Brennan seduto in strada di fronte al TSBD
Howard Leslie Brennan dalla strada vide un uomo alla finestra del 6º piano del Texas School Book Depository Building,,,.

## 12:30 Howard Brennan vede sparare dalla finestra del 6º piano

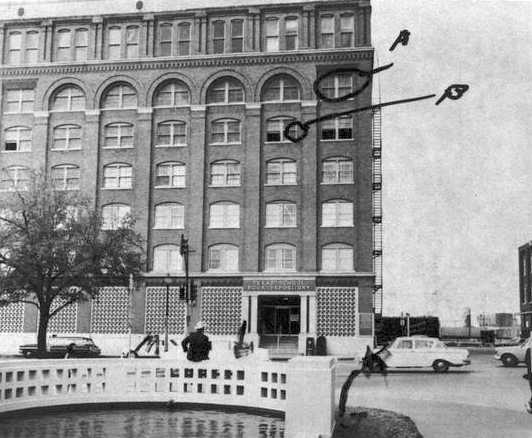
Howard Leslie Brennan seduto di fronte al Texas School Book Depository nella stessa posizione in Dealey Plaza a Dallas dove vide un uomo che sparava con un fucile al presidente degli Stati Uniti John F. Kennedy dalla finestra d'angolo del sesto piano, il 22 novembre 1963. Fotografia (contrassegnata da Brennan) tratta dagli archivi della Commissione Warren. La fotografia è stata scattata il 20 marzo 1964 e segnata da Brennan stesso durante la sua testimonianza per mostrare la finestra (A) in cui aveva visto un uomo con un fucile, e la finestra (B) al quinto piano in cui aveva visto delle persone che guardavano il corteo presidenziale.

Molti testimoni oculari videro sparare dalla finestra d'angolo del collina del Texas School Book Depository (TSBD) Building. Fra questi Howard Brennan che prontamente fornì ad un poliziotto la descrizione dell'uomo che prese la mira e sparò in direzione dell'auto presidenziale: un uomo magro (slender man), alto circa 1,80 m (5 feet 10 inches), appena trentenne (early thirties), lo stesso che aveva visto pochi minuti prima. Disse di aver visto sporgere il corpo dell'uomo col fucile dalla finestra, per circa il 70-80%. Successivamente testimoniò di aver sentito un colpo come di un mortaretto (firecracker) e di aver sentito un secondo colpo ma di non ricordarselo.

L'orario delle 12:30 è confermato dall'agente speciale Youngblood.

## 12:30 I primi colpi sparati
I poliziotti del corteo e la gente, quando sentirono sparare i primi colpi, si voltarono indietro. Ike Altgens, un fotografo dell'Associated Press, che si trovava lungo il percorso del corteo, scattò subito una foto indietro verso il punto da dove aveva sentito gli spari,,. Altgens e 
Steven F. Wilson testimoniarono di aver sentito il rumore come di un mortaretto, altre persone dissero di aver sentito come lo scoppio del tubo di scappamento di un'auto o di una motocicletta.

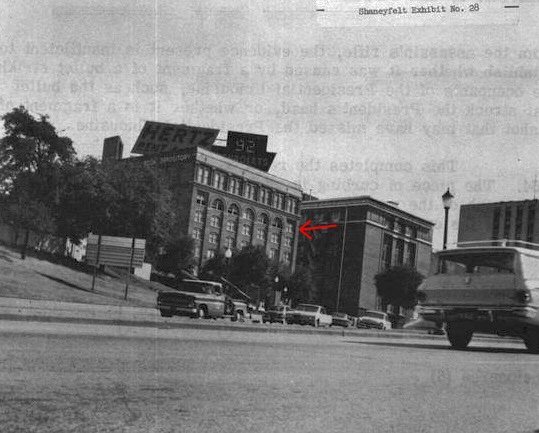
Vista del TSBD dalla Underway dove è stato colpito il signor Tague

Il primo proiettile mancò il bersaglio e si perdette lontano ferendo leggermente il signor Tague e rompendo un pezzo di marciapiede. Il secondo colpo colpì il presidente Kennedy al collo e il governatore Connally, al torace, al polso e al polpaccio, rimanendo integro (teoria della pallottola magica, magic bullet theory).

La traiettoria degli spari che colpirono il presidente Kennedy, calcolata dal rilievo medico legale sul corpo, ha un angolo di inclinazione di circa 15°21'. Questa traiettoria indica un colpo radente.

L'angolo compreso fra la finestra del 6º piano e l'auto del presidente è di circa 55º. Questa traiettoria indica un colpo molto obliquo.
La discrepanza fra la traiettoria del rilievo medico legale sul corpo della vittima e la traiettoria reale dalla finestra alla strada, non è mai stata spiegata.
Nella foto di Altgens, sulla prima auto si vede il presidente Kennedy colpito, portarsi le mani alla gola, si vede chiaramente il gomito alzato, col polsino e la mano sulla gola. Si vede chiaramente Connally molto di profilo, voltato verso Kennedy, in quella posizione è stato colpito anche lui, perciò diventa plausibile la teoria della pallottola magica (magic bullet). Sulla seconda auto, una Cadilac 1955 convertibile, si vedono l'autista Sam Kinney, alla sua destra l'agente Emory Roberts e l'agente Clinton J. Hill, in piedi sul predellino sinistro dell'auto, che stanno guardando intensamente verso Kennedy. Alcune persone e un agente di polizia in motocicletta guardano verso le finestre del palazzo Dal Tex dal quale sembrano provenire gli spari. John Ready e Paul Landis del servizio di sicurezza, sul predellino destro dell'auto, guardano decisamente verso il portone, l'agente McIntyre, sul predellino posteriore sinistro, guarda la folla alla sua destra.

Nel portone si vede una persona che assomiglia a Oswald, in realtà è il Signor Lovelady, che la Commissione Warren identificherà in seguito; si vedono una segretaria con le mani in aria che sta pulendo gli occhiali e una signora davanti che saluta col fazzoletto. Seduti sui gradini due persone, un uomo di colore alla destra del Signor Lovelady e una persona con la mano davanti agli occhi per ripararsi dal sole.

Si vede una Lincoln Continental convertibile con ben visibile il vicepresidente Johnson seduto a sinistra e sua moglie alla sua destra. 
- Non è vero che Johnson sapendo della cospirazione era sprofondato in fondo al sedile fin da prima che si sentisse sparare, come qualche autore ha scritto (fattoide).
  - Nella foto si vede Johnson talmente sporto che appoggia il braccio sinistro sulla portiera dell'auto e malgrado i primi colpi siano già stati sparati, si vede che i coniugi Johnson non hanno ancora avuto nessuna reazione.

Sullo sfondo si vede scendere un uomo dall'auto dietro a quella del vicepresidente Johnson. Ancora dietro sulla scala di sicurezza del Dal Tex, c'è un uomo seduto. Davanti e sotto di lui al primo piano e sopra di lui, al secondo piano, sono affacciate delle persone. L'angolo della traiettoria dei proiettili, calcolata sulla base del foro in ingresso e del foro in uscita nelle ferite prodotte nel corpo di Kennedy, indica che proprio da alcune delle finestre dei piani bassi del Dal Tex sarebbero partiti dei colpi.

## 12:30 Kennedy assassinato in 8 secondi

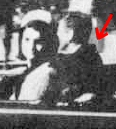
Piccola porzione di giacca che si rompe all'impatto della pallottola

Quando il presidente Kennedy fu colpito al collo disse:
«Mio Dio, mi hanno colpito!» (My God, I'm hit!). La guardia del servizio di sicurezza Roy Kellerman, seduto a fianco al guidatore, si guardò intorno e mentre cercava di capire cosa stesse succedendo, sentì dire alla Signora Kennedy: «Cosa ti hanno fatto?» (What are they doing to you?). Poi sentì altri colpi e vide cadere il presidente di fianco verso la signora Jacqueline Kennedy. La signora Jacqueline Kennedy quando vide suo marito caderle addosso gridò: «Oh, mio Dio! Hanno sparato a mio marito! Ti amo Jack»
Contemporaneamente l'agente Kellerman vide il governatore Connally cadere alla sua sinistra verso sua moglie.
La terza fucilata colpì il presidente Kennedy alla testa e fu mortale, perché, come si vede chiaramente dal filmato di Zapruder, la parte destra della testa del Presidente "esplode" letteralmente.

## 12:30 La testimonianza del governatore Connally
Il governatore John Bowden Connally Jr., era seduto davanti a Kennedy, circa 15 cm (6 pollici) più in basso rispetto a Kennedy.
Il governatore Connally sentì uno sparo, proveniente da dietro in alto a destra della sua spalla e disse di essere stato colpito da una fucilata, di cui non sentì il rumore e di aver pensato che fossero coinvolte negli spari due o tre persone o più, con dei fucili automatici. Sua moglie Nellie lo tirò di fianco in grembo, e abbassò la testa fino a toccare quella del governatore e gli disse: «Non ti preoccupare. Stai buono. Tu stai andando bene».
Il governatore Connally sentì un terzo sparo, proveniente dall'alto a destra e sentì il rumore d'impatto in Kennedy. Un pezzo di materia cerebrale del presidente Kennedy schizzò di fianco a lui e sua moglie. Sentì Jacqueline Kennedy dire: «Hanno ammazzato mio marito». «Ho il suo cervello nelle mani». Connally si mise a gridare: «Mio Dio, ci stanno ammazzando tutti».
Roy Kellerman il capo macchina gridò all'autista William Greer: «Bill, porta l'auto fuori tiro». Poi disse: «Portaci all'ospedale, presto».

Il governatore Connally successivamente confermò la posizione dell'auto in cui si trovava quando disse di aver sentito il primo colpo.

L'angolo della traiettoria del proiettile che ha colpito il governatore Connally al torace, secondo il dr. Show, medico legale, è di circa 25º con una direzione da dietro in avanti,. Il diagramma di pag.346 del corpo del governatore Connanly colpito è dissimile da quanto affermato dal medico legale Dr. Show, in quanto la traiettoria del proiettile nel disegno, è di circa 45°. Il colpo descritto dal dr. Shaw di 25° è un colpo radente, mentre il colpo disegnato ha un angolo acuto di circa 45°. La diversità delle traiettorie dei proiettili ricavate dai rilievi anatomopatologici e la traiettoria del disegno, non è mai stata spiegata.
Il colpo che ha colpito il gevernatore Connaly è molto simile a quella che ha colpito il presidente Kennedy al collo, che era di circa 15º. Mentre l'angolo formato dalla finestra del 6º piano del TSBD con la strada è di circa 55º.

## 12:30 La testimonianza di Clinton J. Hill
Clinton J. Hill era l'agente del servizio segreto, incaricato della sicurezza della signora Jacqueline Kennedy. Al momento dei primi spari si trovava sul predellino dell'auto di scorta, circa 5 metri (15 piedi) dietro all'auto presidenziale. Infatti il presidente Kennedy aveva richiesto che gli agenti non montassero su nessuno dei due gradini posteriori dell'auto presidenziale, per fargli da scudo.
Al momento degli spari la velocità dell'auto poteva essere di 10 miglia all'ora.
Hill sentì due spari, uno provenire da dietro e uno provenire da destra, quest'ultimo era un suono diverso dal primo, «era piuttosto un doppio suono - come se stesse su contro qualcosa di metallo e ci sparasse dentro e si sentono entrambi, tanto il suono di un'arma che spara quanto il suono della cartuccia che colpisce il metallo, che potrebbe essere stato causato probabilmente da una superficie dura davanti», forse il rumore d'estrazione del bossolo che ha sbattuto contro qualcosa di duro.
Hill scese subito dall'auto di scorta, corse dietro l'auto presidenziale, vide la materia cerebrale finire sull'asfalto e saltò sul predellino posteriore sinistro.. Hill afferrò la signora Kennedy, che si era arrampicata sul cofano posteriore destro, esponendosi pericolosamente alla linea di fuoco e stava cadendo fuori dall'auto e la spinse di nuovo sul sedile posteriore sinistro.

## 12:30 Gli spari registrati alla centrale di polizia

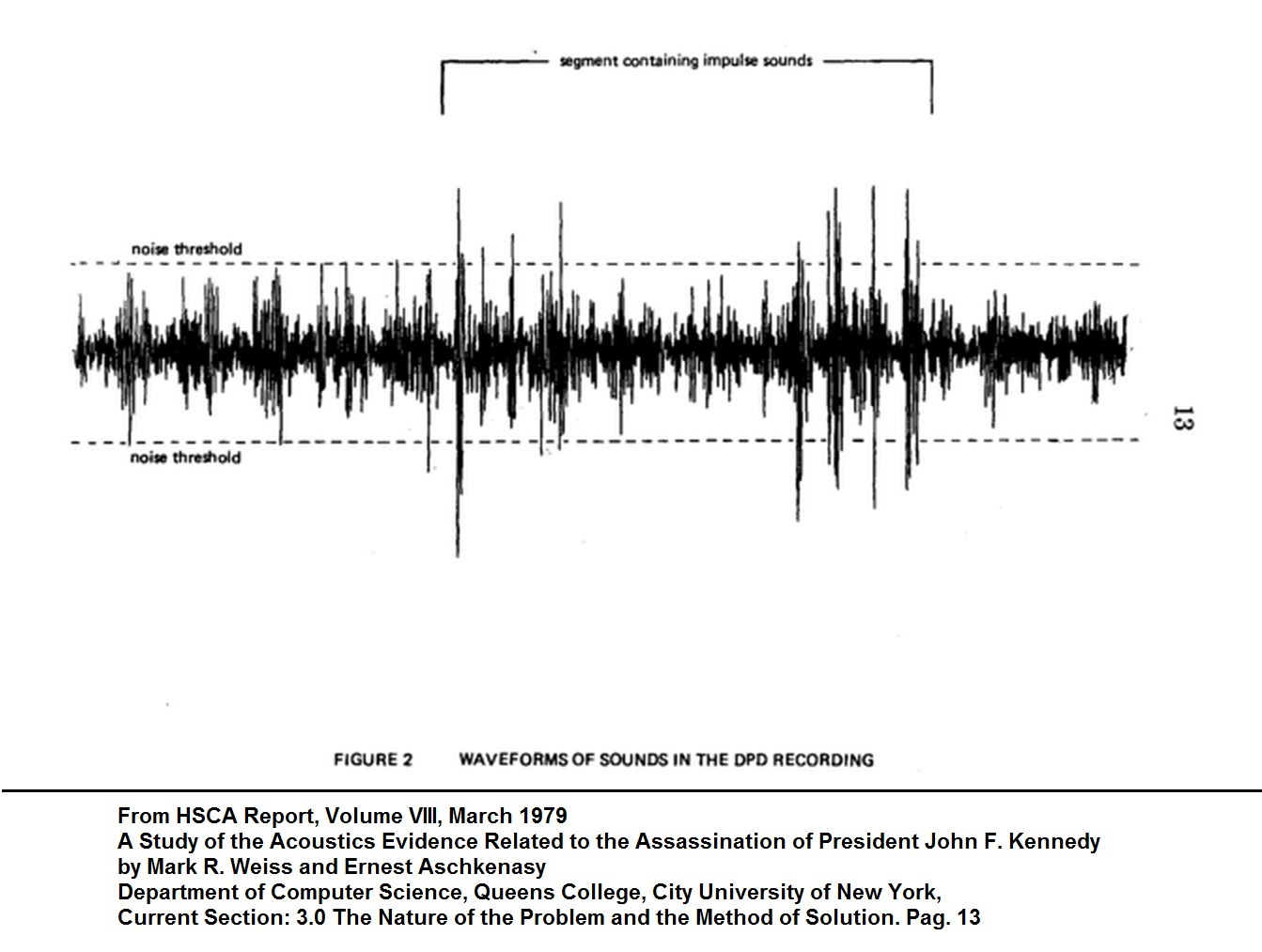
Forme d'onda dei colpi sparati e registrati su un Dictabelt dal Dipartimento di Polizia di Dallas, analizzati su un oscillografo

Il microfono di McLain, un poliziotto in motocicletta che si trovava all'incrocio fra la Main Street e la Houston Street, era difettoso e talvolta rimaneva aperto. La Polizia di Dallas aveva un sistema di registrazione automatico (Dictaphone belt recorder, detto Dictabelt) per ogni comunicazione radio. Jesse Edward Curry, capo Dipartimento della Polizia di Dallas disse che la registrazione degli spari avvenne fra le ore 12:30 e le ore 12:31.

Successivamente quando McLain ascoltò la registrazione negò che questa registrazione fosse originata dalla propria moto perché i rumori di sottofondo non corrispondevano ai suoi movimenti. Inoltre McLain disse che il rumore del motore era quello di un moto a tre ruote, mentre la sua era a due ruote.
La registrazione gli spari della polizia di Dallas fu acquisita dal Comitato Selezionato della Camera dei Rappresentanti del Congresso degli Stati Uniti sugli assassini, (House Select Committee on Assassinations)(HSCA) e sottoposto ad analisi medico legale nel 1978. Conclusioni:
1. la motocicletta con il microfono aperto era una delle 18 presenti nel corteo presidenziale;
2. la registrazione al Dipartimento di Polizia di Dallas, contemporanea all'assassinio di Kennedy, contiene cinque impulsi sonori che hanno la forma d'onda acustica di un fucile in Piazza Dealey. Il secondo colpo si sente circa 1,60 secondi dopo il primo colpo, il terzo colpo si sente 7,70 secondi dopo il primo colpo e si sente un quarto colpo, 8,35 secondi dopo il primo colpo. Questi tempi sono rilevati anche sul diagramma dell'oscillografo e coincidono con i colpi rilevati sui fotogrammi del film di Zapruder.
3. è inclusa una figura dell'impulso sonoro che potrebbe essere attribuita ad un fucile calibro 30, originato dalla Grassy Knoll.

I testimoni alla scena dell'assassinio hanno detto di aver sentito un rumore come di mortaretti e che i colpi sono stati sparati in pochi secondi, in generale è 5-6 secondi e che l'arco di tempo intercorso fra il colpo al collo e il colpo alla testa è stato di circa 5 secondi. Dato che il tempo necessario stimato per ricaricare il fucile è di 2,3 secondi, più il tempo per riprendere la mira e posizionare la mano sul grilletto, si ha un tempo minimo totale di circa 7,9 secondi per i tre colpi. Più i colpi andati a vuoto: uno che ha colpito il Signor.Tague e uno che ha colpito lo specchietto retrovisore dell'auto.

## 12:30 Zapruder filma la scena dell'assassinio

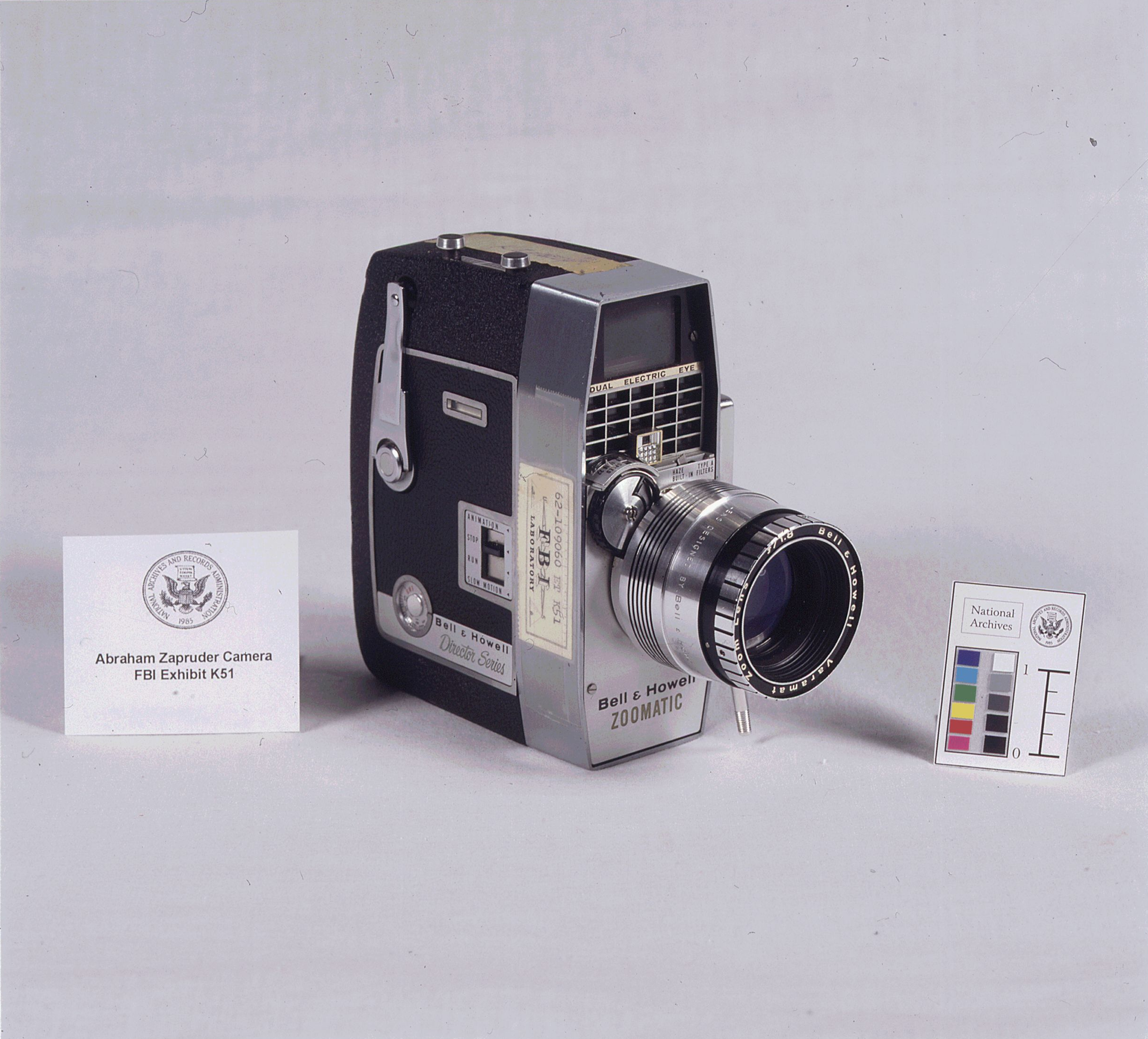
Cinepresa 8 mm Bell & Howell Zoomatic Director Series Modello 414 PD

Abraham Zapruder con la moglie erano usciti di casa per andare a vedere la sfilata del presidente Kennedy. Zapruder aveva preparato una piccola cinepresa per riprendere l'evento ma quando erano usciti se l'era dimenticata. Arrivati in Piazza Dealey e accortosi di non avere la cinepresa, voleva farne a meno ma la moglie insisté affinché ritornasse a casa a prenderla e così fece.

Il signor e la signora Zapruder si posizionarono su di un piedistallo, vicino alla collinetta erbosa Grassy Knoll e da lì il signor Zapruder riprese la sparatoria. Il film mostra come è stato assassinato il presidente Kennedy. Un colpo, dall'indietro in avanti, colpì al collo il presidente Kennedy e sembra colpire anche Connally. Un altro colpo, dall'indietro in avanti, colpì la testa del presidente Kennedy e si vede schizzare una macchia rossa di sangue e una macchia rosa del cervello, con direzione in alto e a sinistra in parte verso la signora Nellie Connally, e in parte verso Jacqueline Kennedy:
- Alcuni autori dicono che il cervello di Kennedy all'autopsia manca e ne deducono che è stato rubato per oscuri motivi, (fattoide):
  - il cervello di Kennedy, come si può notare da una visione al rallentatore del film di Zapruder, finisce principalmente sulla strada, investendo il poliziotto in motocicletta Hargis dietro e a sinistra dell'auto presidenziale, che lo testimonierà[118], in parte sulla portiera posteriore sinistra dell'auto presidenziale, che verrà ripulita e in parte sul vestito addosso a Jacqueline Kennedy, che sedeva alla sinistra di Kennedy.

La direzione nella quale vola via parte del cervello del presidente Kennedy indica la provenienza della fucilata: al momento del colpo in testa, Altgens vide pezzi di carne, sangue e ossa volare dal lato destro della testa del Presidente e passare davanti della Signora Kennedy, a sinistra della limousine presidenziale, rimanendo così impressionato (freezed) da non riuscire a scattare la foto.
Zapruder invece nel momento dello sparo ha un sobbalzo ma continua a filmare e nel filmato si vede il cervello volare in avanti e leggermente a sinistra fra la signora Kennedy e la signora Nellie Connally, come dice Hargis. In seguito mentre l'auto procede, il cervello viene lasciato indietro e ricade sempre più a sinistra, fino addosso al poliziotto motociclista Hargis. Questo colpo alla testa è considerato il terzo colpo. Come si vede dal quadro 313 del filmato di Zapruder, un colpo che fa volare materiale cerebrale e sangue in avanti, a sinistra e in alto. La testimonianza sulla provenienza dei colpi di Hargis coincide con quella di Hill, sente i colpi provenire dalla Grassy Knoll, che si trova a destra dell'auto presidenziale. Hargis ferma e posteggia la moto e corre sulla collinetta erbosa, da dove aveva sentito provenire i colpi, assieme a tanta altra gente curiosa.
L'analisi dei fotogrammi è servita per stabilire con esattezza la tempistica dei colpi in base alle evidenti reazioni dei soggetti ripresi.
Il primo colpo sparato viene rilevato dal movimento del capo verso destra, sia di Connanly che di Jacqueline Kennedy.
La cinepresa impressionava 18,3 fotogrammi al secondo, la sparatoria iniziò circa al fotogramma 170, momento in cui Kennedy colpito si portò le mani alla gola e finì al fotogramma 313, momento in cui si vedono gli effetti del colpo alla testa. Dato che 313-170=143, 143:18,3=7,8 dunque la sparatoria avvenne in circa 8 secondi.

Kennedy è stato colpito dal primo colpo, tra i fotogrammi 160-170, e il secondo colpo è partito tra i fotogrammi 190-200. Fra i due colpi ci sono 30 fotogrammi, ovvero meno di 2 secondi. Non abbastanza perché Oswald potesse avere esploso 2 colpi da solo.
L'eventuale quarto colpo, sparato circa poco meno di un secondo dopo, di cui si sente il suono e nel filmato si vede un sobbalzo del corpo di Kennedy, non produce altri effetti visibili e non si trova né il foro di entrata, né il foro di uscita nel corpo di Kennedy, né si trovano intaccature sull'auto dove dovrebbe essere finito, né è stato trovato alcun proiettile sulla strada o nel prato. Questa mancanza di riscontri ha fatto ritenere alla Commissione Warren che i colpi sparati siano solo tre. La più recente (2008) novità è che il quarto colpo fosse un proiettile esplodente e che sia esploso nel forame già aperto dal terzo colpo della testa del presidente Kennedy. Un simile colpo non avrebbe più prodotto un qualche effetto visivo evidente nel filmato di Zapruder, essendo i vasi cerebrali già rotti e svuotati e non essendoci più materia cerebrale.

### 12:30 Calcolo della velocità dell'auto presidenziale
L'analisi dei fotogrammi del filmato di Zapruder, permette anche di stabilire con sicurezza, un argomento molto controverso, la velocità dell'auto.

Prendendo come punto di riferimento il cartello della Stemmons Freeway, del fotogramma 184, e andando a guardare quanti fotogrammi ci impiega l'auto presidenziale a passarci davanti, fino al fotogramma 205, fanno 21 fotogrammi, dividendo i quali per la velocità di ripresa della fotocamera, 18,3 fotogrammi al secondo, si deduce che l'auto del Presidente impiega circa 1 secondo per passare davanti al cartello. Essendo la limousine presidenziale lunga 6,5 metri circa, si calcola che l'auto stava andando a 5,6 metri al secondo, ossia circa 20 km/ora. Velocità che non coincide con le testimonianze ufficiali di 17 km/ora.

Facendo lo stesso calcolo, quando l'auto passa davanti al lampione l'auto continua ad andare a circa 20 km/ora.

Quando supera la Signora Moorman, momento in cui il Presidente Kennedy viene colpito alla testa, l'auto andava sempre alla stessa velocità di circa 20 km/ora.

Il salto dell'agente Hils sull'auto avvenne fra il 365° e il 376° fotogramma, in circa 1/2 secondo, e si calcola che l'auto andava ad una velocità di 39 km/ora. È in questo momento che l'auto parte ad una velocità doppia a quella precedente.

Quando l'auto presidenziale arriva al Sottopassaggio, siamo al fotogramma 464 e impiega a scomparire fino al fotogramma 472, quindi qui si calcola una velocità di 53 km/ora.
L'autista della limousine presidenziale William Greer è stato molto criticato per la bassa velocità che teneva e da Jacqueline Kennedy, per non essere partito subito a tutta velocità dopo il primo colpo. Si calcola che fra il primo e l'ultimo colpo, siano passati circa 8 secondi. L'autista Greer ha impiegato 9 secondi dal primo colpo, prima di partire a tutta velocità, per di più non è scattato via di propria iniziativa. Ha iniziato ad andare più veloce, quando l'agente che gli stava a fianco, Roy Kellerman, gli ha gridato di portare l'auto fuori tiro ma ormai era troppo tardi.

## 12:30 Filmato audiovisivo dell'assassinio di John F. Kennedy
Un interessante documento della registrazione degli spari da parte della Polizia di Dallas uniti al filmato del Signor Zapruder.
In questo documento, al film senza sonoro di Zapruder, presente in bibliografia, è stato aggiunto, il sonoro registrato dalla polizia di Dallas su un registratore Dictabelt. Ne esce un documento importante, nel quale si possono vedere quello che succede sia a John Kennedy che al Governatore Connally man mano che si producono i colpi. Si vede che il Presidente Kennedy è colpito la prima volta e si porta le mani alla gola e poi si vede il Governatore Connanly sofferente, colpito, portarsi una mano alla spalla.
- Zapruder Version 2012 . the FRENCH Zapruder Film in 1080p Best Quality John F. Kennedy JFK HD, su youtube.com.

In questo documento si sentono i rumori di sottofondo, precisamente, il rumore della motocicletta e le grida delle persone quando il Presidente Kennedy è colpito.
Nel frattempo sono uscite altre versioni sempre con una registrazione originale sul dictabel. 
- Zapruder Film with Dictabelt Recording 2, su youtube.com.

In questo documento si sentono i rumori di sottofondo e perfino la voce di un poliziotto dire: «All right, Jackson».
Il numero di colpi sparati è importante per dirimere la questione se l'assassinio di John Kennedy sia dovuto ad un singolo cecchino (lone gunman theory) oppure se ci sia stata una cospirazione (teoria del complotto). Alcuni sostengono che una persona possa sparare 4 colpi in 8 secondi, altri pensano che il limite massimo di colpi che una persona possa sparare in 8 secondi siano 3 colpi. In teoria bisogna contemplare tutte le possibilità, è possibile che siano stati sparati 4 colpi da un solo cecchino, come è possibile che siano stati sparati 4 colpi da 2, 3 o 4 cecchini.

Si sentono i colpi iniziali come hanno detto i testimoni, come un suono di mortaretti, si sentono due colpi distinti e poi si sentono gli ultimi due colpi, il primo dei quali è quello che colpisce il Presidente alla testa.
Secondo il rapporto dell'HSCA sono stati registrati cinque impulsi, corrispondenti ai colpi, dei quali il terzo, con alta probabilità, è partito dalla collinetta erbosa, posta a destra dell'auto presidenziale, d'altronde si riscontra nel fotogramma corrispondente, una porzione del cervello schizzare verso sinistra, addosso al poliziotto in motocicletta, segno evidente che il colpo proveniva da destra.,

## 12:30 Fumo bianco e colpi dalla collina Knoll
Il movimento sulla collina erbosa Grassy Knoll è un elemento molto controverso perché eventuali spari partiti da questa collinetta provano che non ci sia stato un solo cecchino e che se i cecchini sono di più, allora deve esserci stata una cospirazione. La foto ripresa dalla signora Moorman, mostra lo steccato e il muretto sulla collinetta erbosa (Grassy Knoll), proprio nel momento in cui il presidente Kennedy viene colpito alla testa. Ingrandimenti spinti di questa foto, mostrerebbero due persone: un uomo con un fucile soprannominato l'"uomo cane nero" (The Black Dog Man) e un poliziotto seminascosto da una cortina fumogena, soprannominato l'"uomo distintivo" (The Badge man).
Altre foto mostrano: 
- le persone durante gli spari cercano scampo buttandosi a terra
- le persone dopo gli spari corrono verso la fonte degli spari, la Grassy Knoll
- Jean Lollis Hill, che era a fianco alla signora Moorman, testimoniò di aver sentito da 4 a 6 spari partire dalla Grassy Knoll e di aver visto un uomo disarmato correre verso la ferrovia[133]. Bill Dodd alla televisione disse: «Eravamo in tre o quattro persone e tutti abbiamo visto la stessa cosa. Uno sbuffo di fumo bianco veniva da dietro la siepe a nord della Plaza. Un poliziotto motociclista (Hargis) mollò lì la sua moto e con la pistola in mano corse su per il terrapieno verso la siepe».

Lee E. Bowers, che già aveva visto movimento alle 12,10 sulla collinetta Grassy Knoll, pur essendo impedito di vedere l'assassinio di Kennedy, in seguito disse di avere visto un lampo e uno sbuffo di fumo in direzione della Grassy Knoll. Una foto scattata dalla Signora Moorman, confermerebbe la testimonianza del Signor Bowers di aver visto sulla collinetta uno e due impiegati della ferrovia e due uomini estranei e di aver visto un lampo e del fumo,,. Nel 1966 il Signor Bowers è morto di morte violenta, in un incidente stradale provocato; è sopravvissuto quattro ore e ha avuto il tempo di raccontare come sia stato drogato con un caffè e spinto fuori strada da un'auto nera.

## 12:30 Orville Nix film
Orville Nix fu un secondo cineamatore che riprese la scena dell'assassinio del presidente Kennedy da una diversa prospettiva, essendo posizionato di fronte al Signor Zapruder. Dal filmato sono state ricavate delle foto, il cui ingrandimento rivelerebbe un cecchino appostato sulla Grassy Knoll. Lo sbuffo di fumo che si vede nell'ingrandimento è stato visto da altri testimoni e da altri punti di vista: il Signor Bowers e il Signor Holland.

## 12:30 Altri filmati
Mary Muchmore fu una terza persona che filmò la scena dell'assassinio del presidente Kennedy dalla stessa prospettiva di Orville Nix ma da una distanza più ravvicinata. Nel film di Charles Bronson vengono riprese le finestre del 6º piano del Texas School Book Depository poco prima e poco dopo gli spari. Nel film di Robert Hughes si vede la gente presente nella Piazza Delay correre e poi si vede la gente nello spiazzo della ferrovia sopra la Grassy Knoll, da dove sembravano provenire gli spari e poi si vedono le finestre del 6º piano del DTBD. Nel film di Mark Bell si vede la gente in massa correre sulla Grassy Knoll. Nel filmato di Dave Wiegman si vede la gente buttarsi a terra durante la sparatoria. Nel filmato di Malcolm Couch si vede il poliziotto Hargis parcheggiare la moto per andare sulla Grassy Knoll.

## 12:30 Testimoni sul ponte della ferrovia
Altri testimoni sul ponte della ferrovia hanno diversi punti di vista a riguardo della fonte e del numero di colpi. Austin L. Miller, dipendente dell'Ufficio Merci (Freight Bureau) Texas-Louisiana, ha sentito tre colpi e ha pensato che siano venuti dal settore dove transitava la limousine presidenziale.. G. Royce Skelton, uno dei suoi collaboratori, ha sentito quattro colpi, ma non sa specificare esattamente la loro esatta sorgente. Frank E. Reilly, un elettricista presso il Terminale Unione (Union Terminal), ha sentito tre colpi che sembravano venire dagli alberi dall'angolo in alto, sul lato nord di Elm Street. S.M. Holand, ha sentito quattro colpi che provenivano dagli alberi sul lato nord di Elm Street, dove si è visto un soffio di fumo (a puff of smoke), come un artificio fumogeno. Thomas J. Murphy, un caposquadra spedizioniere della Unione Terminal Co, ha sentito due spari e ha detto che provenivano da un posto appena a ovest del Depository. Bowers dalla torre della ferrovia, ha sentito tre colpi, che suonavano come se fossero venuti sia dal deposito libri o in prossimità dell'imbocco del Sottopassaggio Triplo. Prima del 22 novembre 1963, Bowers aveva notato la somiglianza tra i suoni provenienti dalle vicinanze del deposito e quelli del Sottopassaggio Triplo, che ha attribuito ad "un'eco che arriva da entrambe le località." Nessuno dei testimoni disse mai di avere sentito 6 od 8 colpi, ossia i 3-4 colpi che con il loro eco, raddoppiano..

## 12:30 Arrivo previsto al Trade Mart
Secondo la tabella di marcia il corteo sarebbe dovuto arrivare al Trade Mart alle ore 12:30.

## 12:30 Altre testimonianze
Jacqueline Kennedy, moglie del presidente, Nellie Connally, moglie del governatore, William Robert Greer autista dell'auto presidenziale.

## 12:30 La testimonianza di Lyndon B. Johnson
Il vicepresidente Lyndon Johnson viaggiava sul sedile posteriore sinistro di una Lincoln Continental convertibile, sua moglie Lady Bird alla sua destra. L'autista era Hurchel Jacks, membro del Texas State Highway Patrol, con di fianco sulla destra l'agente Youngblood, dietro all'autista sulla sinistra, il senatore Yarborough. Ai primi colpi l'agente Youngblood fece piegare Johnson con la testa in avanti, poi si mise in posizione sopra a Johnson facendogli scudo. Intanto fece abbassare nella stessa posizione anche la signora Johnson e il senatore Yarborough. Poi esplosero gli altri colpi e l'auto partì veloce. Il vicepresidente Johnson chiese cosa succedeva, Youngblood chiese notizie per radiotelefono e gli fu detto che stavano andando all'ospedale Parkland.

## 12:30 Oswald alla finestra del 6º piano
I colleghi di lavoro testimoniano di non aver visto Oswald alle ore 12:30, di conseguenza la conclusione della Commissione Warren è che Oswald era alla finestra del 6º piano a sparare al presidente Kennedy.
Fra i membri della commissione Warren mancava un medico legale, perciò furono interpellati dei medici legali per avere un giudizio sulla provenienza e sulla direzione dei colpi. Le traiettorie dei colpi rilevate sul collo di Kennedy, sul torace di Connally e sulla testa di Kennedy hanno un angolo d'incidenza che va da 15º a 25º, mentre la finestra del 6º piano ha un angolo di incidenza col pavimento della strada di circa da 55º a 65º.

## 12:32 Oswald al 2º piano in sala mensa
Oswald alle 12:32 incontrò, al 2º piano, mentre usciva dalla sala mensa, il poliziotto Marrion Baker, che con il revolver spianato lo voleva arrestare. Ma il direttore Roy Truly, disse a Baker che Oswald era un suo impiegato e Baker allora abbassò la rivoltella e lo lasciò andare.
- Dai cartoni del deposito del 6º piano vennero prese le impronte digitali e furono trovate impronte di tutti gli impiegati, impronte dei poliziotti, le impronte di Oswald e alcune impronte all'epoca sconosciute. Queste impronte sconosciute furono confrontate con quelle del Signor Malcolm (Mac) Wallace e gli esperti le trovarono coincidenti.[152]

Oswald, subito dopo Baker, incontrò la signora Reid

## 12:33 Oswald esce dal TSBD
Probabilmente Oswald lasciò l'edificio circa alle ore 12:33. Oswald scappava girovagando per la città.

## 12:34 Sorgente degli spari Texas School Book Depository
La centrale di polizia accennò al deposito libri come sorgente degli spari.

## 12:36 Oswald sale sull'autobus
Oswald scappò recandosi alla fermata dell'autobus fra Saint Paul e la strada Elm e salì sull'autobus dove l'autista McWatters gli bucò il biglietto alle 12:36. Sull'autobus Oswald incontrò la signora Mary Bledsoe.

## 12:36 Il sergente D.V. Harkness raccoglie notizie
Il poliziotto sergente Harkness in Dealey Plaza, raccolse indicazioni da diverse persone: Amos Euins fornì indicazioni sul TSDB come sorgente degli spari e Harkness lo trasmise alla centrale di polizia. Arnold Rowland disse di aver visto un uomo con un fucile potente.. Howard Brennan fornì indicazioni per l'identificazione di un cecchino.

## 12:38 Kennedy arriva al Parkland Hospital
Il corpo esanime del presidente Kennedy venne portato all'ospedale di Dallas, il Parkland Hospital Memorial. Venne iniziata subito la rianimazione, alle ore 12:43, praticando una tracheostomia utilizzando il foro già esistente nel collo, causato da un proiettile. Contemporaneamente venne compilato il foglio del ricovero.

## 12:40 Oswald scappa su una Rambler station vagon
Oswald fu visto uscire dal TSBD e allontanarsi su una Rambler station vagon da Roger Craig. Oswald scappava girovagando nei dintorni dell'auto dell'agente Tippit. il Poliziotto Roger Craig era in servizio a Dallas il 22 novembre 1963. Dopo aver sentito gli spari al presidente John F. Kennedy, corse verso Grassy Knoll dove interrogò i testimoni della sparatoria. Circa 15 minuti dopo vide un uomo correre dalla porta sul retro del Texas School Book Depository lungo il pendio fino a Elm Street. Poi salì su una station wagon Nash riconoscendolo in seguito quando fu arrestato come Lee Oswald. Craig era anche con Seymour Weitzman, Will Fritz, Eugene Boone e Luke Mooney quando il fucile fu trovato al sesto piano del Texas School Book Depository. Craig insistette sul fatto che il fucile trovato era un Mauser 7.65 e non un Mannlicher-Carcano. Craig fu licenziato dal dipartimento di polizia nel 1967. Più tardi quell'anno fu colpito da arma da fuoco mentre camminava verso un parcheggio. Il proiettile gli colpì solo di striscio la testa. Nel 1973 un'auto spinse la macchina di Craig fuori strada da una strada di montagna. Rimase gravemente ferito ma sopravvisse all'incidente. Nel 1974 sopravvisse a un'altra sparatoria a Waxahachie, in Texas. L'anno seguente fu gravemente ferito quando il motore della sua auto esplose. Craig disse agli amici che la mafia aveva deciso di ucciderlo. Roger Craig fu trovato morto il 15 maggio 1975. In seguito si decise che era morto a causa di ferite da arma da fuoco auto-inflitte.

## 12:40 Oswald scende dall'autobus e prende un taxi
Oswald scese dall'autobus di Cecil McWatters e salì sul taxi di William Whaley. Oswald non sembra una persona che stia scappando dopo aver compiuto un assassinio.

## 12:40 La polizia chiude il portone del TSBD
La centrale di polizia fece chiudere il portone del TSDB..

## 12:45 La polizia diffonde la descrizione dell'assassino
La centrale di polizia fornì la descrizione dell'uomo col fucile fornita da Howard Brennan.

## 12:48 Diramato l'identikit dell'assassino
I poliziotti Hulse e Jackson sentirono alla radio che il sospetto era un maschio, bianco, 30 anni, slanciato, alto 1,78 m (5 piedi 10 pollici), 75 kg (165 libbre), si credeva avesse utilizzato un fucile calibro 30, che si riteneva fosse dalla School Book Depository Building, fra la Elm e la Houston.

## 12:51 Al Trade Mart non arriva nessuno
Telefonata dal Trade Mart di William Fritz: Kennedy quando arriva?

## 12:54 Tippit chiama la centrale operativa
Tippit chiamò la centrale e disse di essere in zona Oakcliff.

## 13:00 Darrell Tomlinson trova un proiettile su una barella
All'ospedale Parkland, alle ore 13:00, venne trovato un proiettile su una barella da Darrell Tomlinson. Il governatore Connally venne curato.

## 13:00 Kennedy è dichiarato ufficialmente morto
Alle ore 13:00 del 22 novembre 1963 il presidente John F. Kennedy fu dichiarato ufficialmente morto a causa della vastità del danno craniale e intracraniale subito; la notizia fu resa nota da due sacerdoti entrati nella sala ospedaliera a dare l'estrema unzione.. Venne iniziata subito l'autopsia.

La Radio City Hall di Chicago diffonde la notizia della morte del presidente Kennedy.

## 13:00 Oswald ritorna a casa
A circa le ore 13 Oswald arrivò alla casa dove alloggiava a Dallas. La signora Earlene Roberts, affittuaria, lo vide prendere la sua giacca, non portava la rivoltella e lo vide uscire subito. La signora Earlene Roberts non vide mai la rivoltella di Oswald in casa. Mentre Oswald era in casa, due poliziotti sull'auto della polizia n. 207 suonarono due volte. Alle ore 13:04 Oswald fu visto aspettare l'autobus dalla padrona di casa Earlene Roberts..

## 13:04 Tippit parla con la centrale
Tippit chiamò la centrale per sapere notizie

## 13:08 Tippit chiama la centrale
Tippit chiamò la centrale due volte ma nessuno gli rispose..

## 13:09 Tippit è ucciso
Tippit fu visto, mentre veniva ucciso, fra la 10th e la Patton Streets dalla signora Acquilla Clemons e da Frank Wright. Questi racconti si trovano in un libro a tesi, nel quale si dice che gli agenti dell'FBI non raccolsero la testimonianza della signora Acquilla Clemons perché inabilitata dal diabete. Mentre Frank Wright rilasciò un'intervista per un giornale. Questi racconti non sono conformi coi tempi della registrazione su nastro della Centrale di Polizia di Dallas.

## 13:10 Tippit è trovato morto da Bewley
Tippit fu trovato morto da T.F. Bewley. Questo racconto si trova in un libro a tesi e non è confermato dalla registrazione su nastro della Centrale di Polizia di Dallas.

## 13:12 Luke Mooney trova tre bossoli
Al sesto piano del TSBD i bossoli furono trovati dall'aiuto sceriffo Luke Mooney.

## 13:15 Tippit è ucciso (altra versione)
Alle 13:15 Tippit stava guidando lentamente verso oriente sulla Decima Strada Est, quando un uomo si accostò alla sua auto e Tippit si fermò. Quindi l'uomo gli parlò attraverso il finestrino destro e Tippit scese, passando davanti all'auto, a questo punto l'uomo estrasse un'arma e gli sparò quattro colpi a bruciapelo, uccidendolo.

## 13:16 Tippit è trovato morto da Benavides
«Tippit è stato colpito», disse alla radio dell'auto Domingo Benavides.
Domingo Benavides vide l'assassinio di Tippit.
Anche altre persone videro la sparatoria, la Signora Helen Markham, la signora Barbara Jeanette Davis e sua cognata, la signora Virginia Davis, Williams Scoggins.

## 13:20 Sorgente degli spari Knoll Hill
Sono stati sentiti spari provenienti dalla Knoll Hill disse Billy Newman alla televisione.

## 13:22 Eugene Boone trova un fucile Carcano 91

Carcano 91

Il vice sceriffo Eugene Boone, al sesto piano del TSBD, trovò un fucile a retro carica e a ripetizione semplice, Carcano 91, con un cannocchiale telescopico. Il fucile fu fotografato. Il tenente Day notò che stampigliato sul fucile c'era il numero di serie "C2766", nonché la marcatura "1940" "MADE ITALY" e "CAL. 6.5." Il fucile era lungo circa 100 centimetri e smontato poteva entrare bene in un sacco di carta a mano che, dopo l'assassinio, è stato trovato nell'angolo sud-est del palazzo a pochi metri dai bossoli..

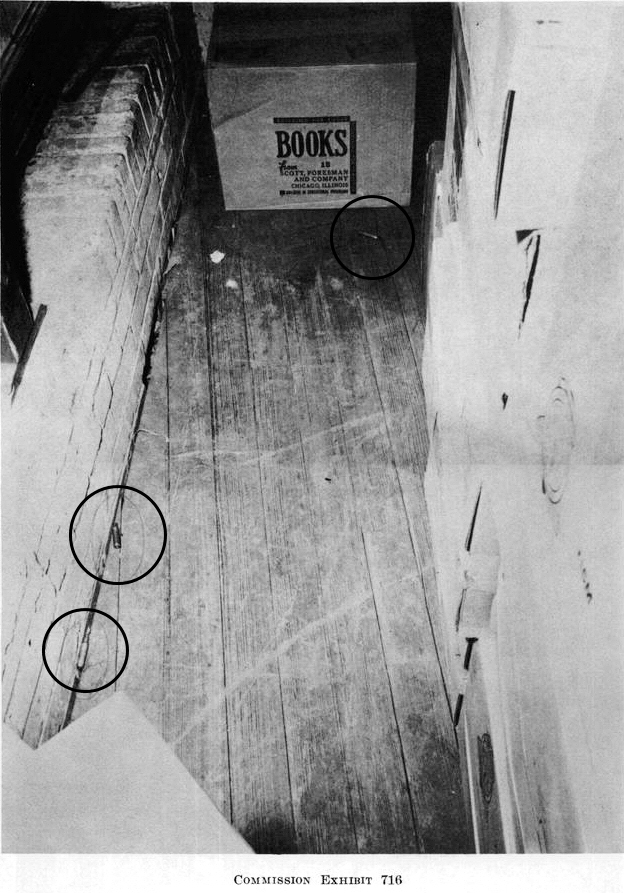
Bossoli trovati

## 13:22 L'omicida di Tippit alla televisione
La centrale di polizia diramò la descrizione dell'uomo che aveva sparato a Tippit..

## 13:29 La polizia nota una somiglianza
Alle 13:29 la radio della polizia aveva notato la somiglianza nelle descrizioni dei sospettati nella sparatoria di Tippit e dell'assassinio di Kennedy..

## 13:30 La polizia va ad arrestare Oswald a casa
Tre poliziotti mandati da Will Fritz, direttore dell'ufficio omicidi e furti del Dipartimento di Polizia di Dallas, andarono a casa di Oswald per arrestarlo ma non lo trovarono, parlarono con l'affittuaria Earlene Roberts, le chiesero se Oswald fosse armato e lei rispose di no. I poliziotti guardarono alla televisione l'immagine di Oswald. Poi arrivarono due agenti dell'FBI.

## 13:30 Oswald è notato come sospetto
Oswald è notato come sospetto dal venditore di scarpe John Brewer.

## 13:30 Ruby va al Parkland Hospital
Ruby saputa la notizia dell'assassinio di Kennedy, andò subito all'ospedale di Parkland dove il signor Kantor lo vide.
Intanto era iniziata l'autopsia del presidente Kennedy.
I collaboratori volevano far giurare il vicepresidente Johnson subito, perché a causa della guerra fredda non si poteva lasciare un vuoto di potere ma Johnson non voleva giurare proprio all'ospedale dove era morto Kennedy, per una questione di immagine e allora gli proposero di partire subito. Johnson rispose che non si sentiva di lasciare la vedova del presidente Kennedy da sola in queste condizioni e che non si sarebbe assolutamente mosso finché non fosse venuta via anche la signora Kennedy, la quale non voleva assolutamente abbandonare suo marito morto.

## 13:40 Julia Postal denuncia Oswald al cinema
John Brewer vide l'uomo sospettato entrare nel Teatro Texas, una sala da cinema a circa 18 metri di distanza, senza pagare e lo fece notare alla signora Julia Postal, la cassiera, che informò la polizia che nel cinema era entrato uno senza pagare..

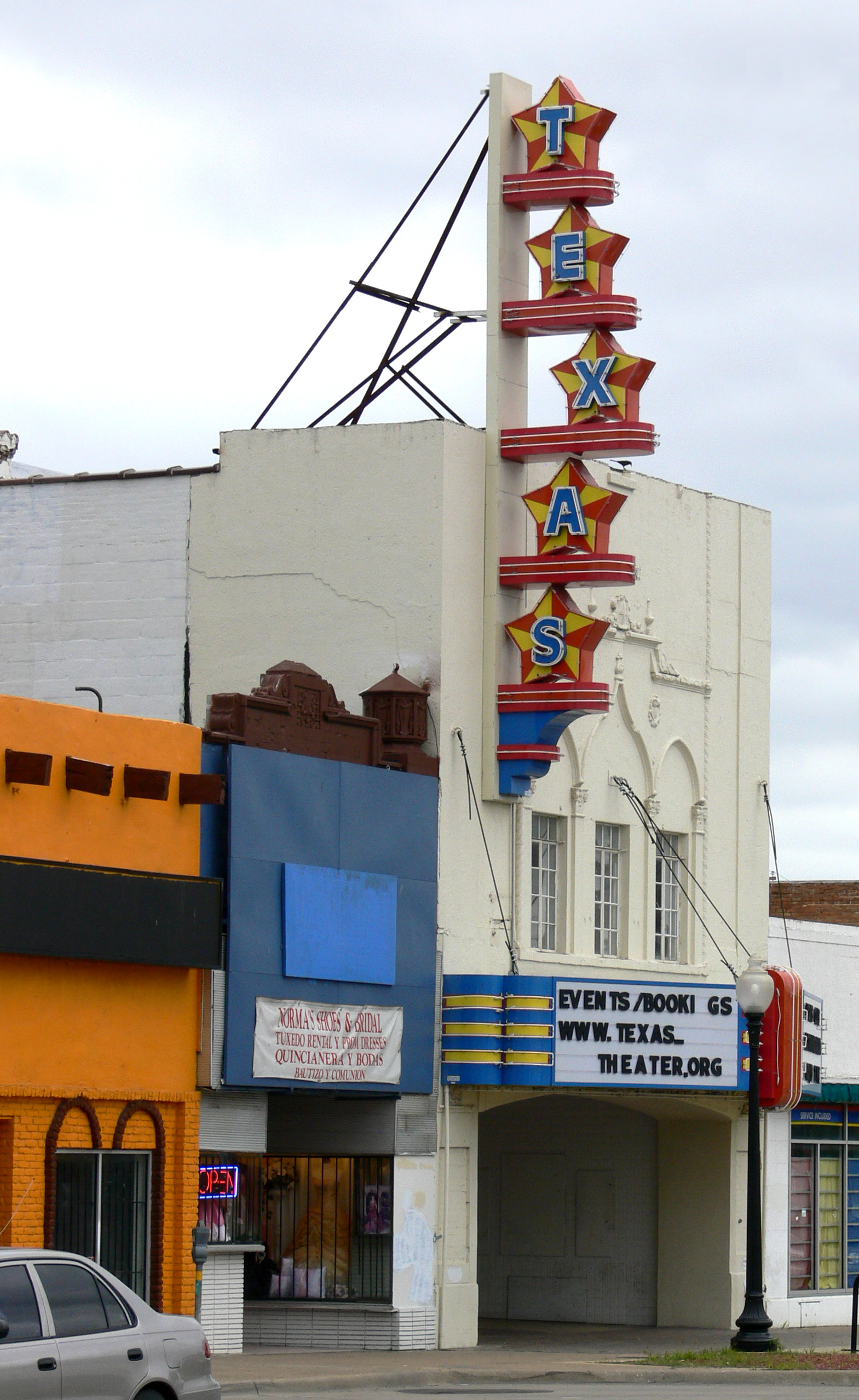
Oswald dopo l'assassinio del Presidente Kennedy si rifugiò in un cinema

## 13:45 La centrale di polizia segnala un sospettato al cinema

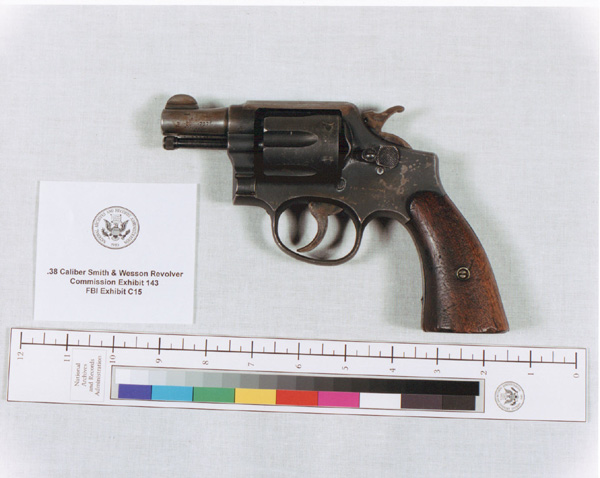
Revolver trovato addosso a Oswald al momento dell'arresto

In risposta alla chiamata della signora Postal, la radio della centrale di polizia, lanciò l'allarme: "Abbiamo informazioni che il sospettato è appena entrato nel Teatro Texas in West Jefferson". In pochi minuti il teatro fu circondato da 26 poliziotti. Le luci del cinema furono poi accese. Il vigile M.N. McDonald e molti altri poliziotti avvicinarono l'uomo e dopo una breve colluttazione lo arrestarono.. La polizia fu molto efficiente, arrestò il sospettato Oswald circa 75 minuti dopo l'assassinio di Kennedy.

## 14:00 Oswald arriva alla centrale di polizia
Alle ore 14:00 circa Oswald arrivò alla centrale di polizia per essere interrogato..

Alle ore 14:15 iniziò l'interrogatorio di Oswald. Il capitano John Will Fritz condusse l'interrogatorio, indagando l'omicidio di Tippit. Presenti anche durante queste interviste era agenti dell'FBI, James Hosty e James W. Bookhout. Inoltre c'era T.J. Nully e David B. Grant (servizio segreto) Robert I. Nash (sceriffo) e Billy L. Senkel e Fay M. Turner (Dipartimento di Polizia di Dallas). Questo interrogatorio non fu messo a verbale ma esistono due tracce su quello che fu detto. La prima è l'interrogatorio del Capitano Fritz fatto dalla Commissione Warren e la seconda è una nota redatta a memoria dal Capitano Fritz nei giorni successivi.

## 14:00 L'autopsia di Kennedy viene interrotta
Kennedy rimase fine alle ore 14:00 nella stanza del pronto soccorso, dove era iniziata l'autopsia. Sua moglie Jacqueline Kennedy si rifiutò di cambiarsi gli abiti sporchi di sangue, si pulì solo il viso, poi si tolse la fede e la infilò in un dito di suo marito..

Intanto era stata decisa la partenza per Washington D.C. di tutti i passeggeri dell'Air Force One e Two.

## 14:04 Partenza dell'équipe presidenziale
La salma di Kennedy fu trasportata fuori dal Parkland Hospital, dieci minuti dopo arrivò all'aeroporto di Love Field e caricata sull'aereo presidenziale Uno (Air Force One) assieme a sua moglie, al vicepresidente Johnson e ad altre persone.

## 14:30 Hoover telefona a Robert Kennedy
Hoover, il capo dell'FBI, telefonò a Robert Kennedy dicendo che forse aveva per le mani il responsabile dell'assassinio di suo fratello John.
Solo alle 22:30 Oswald verrà imputato.

## 14:38 Johnson presta giuramento
Intanto, prima della partenza, sull'aereo presidenziale Lyndon Johnson, prestò giuramento, nella nomina a presidente degli Stati Uniti. Jacqueline Kennedy è presente e lascia la salma del marito per 20 minuti.

## 15:00 La polizia va a casa di Marina Oswald
La polizia andò a casa di Marina Oswald chiedendo di vedere dov'è il fucile di suo marito.

La signora Oswald disse che il fucile era nell'autorimessa conservato dentro una coperta che aveva controllato quando aveva sentito alla televisione la notizia delle fucilate al presidente Kennedy. Quando di fronte agli agenti aveva scoperto la coperta, il fucile mancava.
- Da questo episodio l'ipotesi che il fucile fosse stato rubato da qualcuno, che poi lo aveva adoperato per sparare al presidente Kennedy, addossando la colpa a Lee Oswald.

## 16:58 L'Air Force One arriva a Washington D.C.
Le persone del corteo di Kennedy arrivarono all'Andrews Air Force Base in Maryland.

## 18:00 Arrivo di Kennedy al US Navy Bethesda Hospital
La bara dell'ex presidente Kennedy fu cambiata da quella in legno ad una di tipo militare e fu trasportata al US Navy Bethesda Hospital per l'autopsia.
- Da quest'episodio l'ipotesi che durante il cambio della bara, il cervello di Kennedy sia stato trafugato per nascondere le prove della traiettoria dei proiettili (fattoide).
  - La maggior parte del cervello del Presidente Kennedy finì sulla strada alla sua sinistra, come si vede nel quadro 313 del filmato di Zapruder[192].

## 19:10 Oswald è imputato dell'assassinio di Tippit
Dopo un interrogatorio durato cinque ore nel pomeriggio, alle sette di sera, Oswald fu accusato dalla Polizia di Dallas di essere la persona che aveva assassinato il poliziotto Tippit, anche se al momento, non erano disponibili prove positive di identificazione dell'arma da fuoco, né delle impronte digitali. Per ipotesi, il revolver in possesso di Oswald al momento del suo arresto era compatibile con il tipo d'arma che potrebbe avere sparato i colpi che hanno ucciso Tippit..
Durante un'intervista con i giornalisti Oswald affermò che lui non aveva sparato né a Tippit né al presidente Kennedy e che nella cospirazione per ammazzare il presidente Kennedy il suo ruolo era stato quello di essere il capro espiatorio («I'm just a patsy»)

## 20:00 Oswald è interrogato dell'assassinio di Kennedy
Circa alle ore otto il capitano John Will Fritz riprese l'interrogatorio di Oswald, questa volta indagando l'omicidio del Presidente Kennedy. Oswald disse: «Io non sono malcontento, niente mi ha irritato del presidente». Poi gli ha chiesto se aveva visto la sfilata e Oswald ha detto che non l'aveva vista. Poi gli chiese se avesse sparato al Presidente e Oswald rispose che non aveva sparato. Poi Oswald disse che non intendeva rispondere ad altre domande senza consiglio e che se non riusciva ad avere un avvocato, allora sperava che l'Unione per le Libertà Civili gli avrebbe dato un proprio avvocato per rappresentarlo. A quel punto il capitano Fritz terminò l'intervista.

## 22:30 Oswald è accusato dell'assassinio di Kennedy
Oswald fu accusato dal Capitano Fritz, della Polizia di Dallas di cospirazione e dell'assassinio del Presidente Kennedy.
Il secondo interrogatorio di Oswald durò circa 2,30 ore.
Durante l'interrogatorio non fu presente alcun avvocato.
Non vi fu una registrazione stenografica dell'interrogatorio.
Nessun verbale dell'interrogatorio fu redatto, come testimoniato da Fritz stesso, solo alcune note scritte a mano, furono conservate. Alle 1:30 del 23 novembre Oswald fu formalmente imputato dell'omicidio di Kennedy dal giudice. Nessun avvocato fu nominato per rappresentare gli interessi di Oswald in una qualsiasi delle indagini governative. Oswald fu condannato dalla Commissione Warren, sulla base di indizi, senza che abbia mai avuto alcun difensore e alcun processo.

## 04:22 del 23 novembre termine dell'autopsia di Kennedy
Dopo 10 ore termina l'autopsia dell'ex presidente Kennedy. Lo schema dei colpi subiti dal Presidente Kennedy, che risulta dall'autopsia e riportato sul rapporto della commissione Warren, mostra in modo chiaro il foro d'entrata e il foro d'uscita della pallottola che ha colpito il Presidente Kennedy alla base della nuca, foro d'ingresso e il foro d'uscita alla base del collo. Come si vede la traiettoria del proiettile ha un angolo di 15,12°,. Questo rilievo mostra in modo incontrovertibile che il colpo non ha prodotto un foro d'ingresso entrato dalla gola, perché il foro della gola è più basso del foro nella schiena.

Mostra inoltre una incompatibilità della traiettoria del colpo sparato dalla finestra del 6º piano del Book Depository che fa un angolo di 55° con il pavimento della strada a fronte del colpo ricevuto dal Presidente Kennedy che ha un angolo di 15,12° e che dunque si presume sparato da un'altra postazione posta sempre alle spalla del Presidente Kennedy ma più in basso. Tracciando una retta dalla strada con un angolo di 15,12°, all'indietro si finisce sulle finestre del primo piano del Dal-Tex Building. Andando a vedere quelle finestre sulla fotografia di Altgens, si vede, nella finestra sotto alle scale dove c'è seduto un uomo, ad un ingrandimento e ad una luminosità spinti, la figura evidente di un uomo con un fucile.

## Filmografia
- JFK - Un caso ancora aperto
- The Trial of Lee Harvey Oswald